# Francis Lathom
 (juin 2020).
Francis Lathom, né le 14 juillet 1774 et mort le 19 mai 1832, est un écrivain anglais de romans gothiques et un dramaturge.
On considère généralement que son chef-d'œuvre est le roman gothique The Midnight Bell, que les Austen lisaient à haute voix en famille, le soir à la veillée.

## Œuvres
- The Castle of Ollada (1795)
- The Midnight Bell (1798)
- Men and Manners (1799)
- Mystery (1800)
- Astonishment!!! A Romance of a Century Ago (1802)
- Very Strange, But Very True! (1803)
- The Impenetrable Secret, Find it Out! (1805)
- The Mysterious Freebooter; or, The Days of Queen Bess (1806)
- The Fatal Vow; or, St. Michael's Monastery (1807)
- Human Beings (1807)
- The Unknown; or, The Northern Gallery (1808)
- The Romance of the Hebrides; or, Wonders Never Cease! (1809)
- London; or, Truth Without Treason (1809)
- Italian Mysteries (1820)
- The One-Pound Note and Other Tales (1820)
- Puzzled and Pleased (1822)
- Live and Learn (1823)
- The Polish Bandit, or, Who is my Bride? (1824)
- Young John Bull (1828)
- Fashionable Mysteries (1829)
- Mystic Events (1830)